# Chiloglanis deckenii
Chiloglanis deckenii é uma espécie de peixe da família Mochokidae.
Pode ser encontrada nos seguintes países: Quénia e Tanzânia.
Os seus habitats naturais são: rios.